# Pinkshift
Pinkshift ist eine US-amerikanische Pop-Punk-Band aus Baltimore, Maryland.

## Geschichte
Im Jahre 2018 lernten sich der Gitarrist Paul Vallejo und die Sängerin Ashrita Kumar an der Johns Hopkins University kennen, wo Kumar Neurochirurgie und Vallejo Chemieingenieurwesen studierten. Vallejo wollte eine Coverversion des Liedes Baby One More Time von Britney Spears aufnehmen und fragte Kumar, ob sie dabei singen wolle. Kurze Zeit später kam der Schlagzeuger Myron Houngbedji hinzu, der ebenfalls an der Universität Medizin studierte. Kumar und Vallejo wurden auf ihn aufmerksam, nachdem sie ihn in einem Proberaum der Universität ein Lied von My Chemical Romance spielen hörten. Die Band nannte sich Sugar Crisis, nahm erste Demos auf. Komplettiert wurde die Band durch den Bassisten Erich Weinroth, den die Musiker durch die Dating-Plattform Tinder kennen lernten. Kurze Zeit später wurde der Bandname in Pinkshift geändert. Der neue Bandname bezieht sich auf die im englischen als Redshift bezeichnete Rotverschiebung. Myron Houngbedji schlug vor, aus rot pink zu machen.
Im Sommer 2020 veröffentlichte die Band ihre erste Single I’m Gonna Tell My Therapist on You, die innerhalb kürzester Zeit über 1,5 Millionen Streams auf Spotify erzielte. Das US-amerikanische Magazin Spin führte Pinkshift auf ihrer Liste der 20 interessantesten neuen Künstler des Jahres 2020. Am 2. April 2021 veröffentlichte die Band ihre von Hansel Romero produzierte erste EP Saccharine im Selbstverlag. Im Sommer 2021 nahmen Pinkshift mit Bands wie All Time Low, The Story So Far, The Maine und Movements an der Sad Summer Fest-Tournee durch Nordamerika teil, bevor im Herbst 2021 eine Tournee mit Mannequin Pussy und Angel Dust folgte. Das britische Magazin Kerrang! führte Pinkshift im Dezember 2021 auf einer Liste von 13 neuen Künstlern, die die Rockmusik im kommenden Jahr neu gestalten. Zwischenzeitlich verließ der Bassist Erich Weinroth die Band wieder.
Im Frühjahr 2022 tourten Pinkshift im Vorprogramm von PUP durch Nordamerika. Bei den Heavy Music Awards 2022 wurden Pinkshift in der Kategorie Best International Breakthrough Artist nominiert, der Preis ging jedoch an KennyHoopla. Im Sommer wurde die Band von Hopeless Records unter Vertrag genommen und spielte beim Slam Dunk Festival in England. Am 21. Oktober 2022 wurde das von Will Yip produzierte Debütalbum Love Me Forever veröffentlicht. Das US-amerikanische Onlinemagazin Loudwire führte Love Me Forever auf der Liste der 18 besten Debütalben des Jahres 2022, während Alternative Press Love Me Forever auf ihrer Liste der 55 besten Alben des Jahres führte.

## Stil
Nick Ruskell vom britischen Magazin Kerrang empfahl das Debütalbum Love Me Forever für Fans von Paramore, Turnstile und den Marmozets. Seine Kollegin Eloise Bulmer beschrieb den Stil von Pinkshift als Mischung aus Pop-Punk, Grunge und Alternative Rock. Julia Köhler vom deutschen Magazin Visions beschrieb die Musik von Pinkshift als polternden Pop-Punk, der von Hardcore Punk und Post-Hardcore beeinflusst wurde. Köhler verglich die Band mit den Marmozets, New Years Day und Vial. Die Texte handeln von gesellschaftlichen Missständen wie dem Patriarchat, White Supremacy und queerfeindlicher Gewalt.

## Diskografie
Alben
- 2022: Love Me Forever

EPs
- 2021: Saccharine

Musikvideos
- 2020: I’m Gonna Tell My Therapist on You
- 2021: Mars
- 2022: Nothing (in My Head)
- 2022: Get Out

## Musikpreise
Heavy Music Awards
| Jahr | Kategorie                              | für           | Resultat  |
| ---- | -------------------------------------- | ------------- | --------- |
| 2022 | Best International Breakthrough Artist | Magnolia Park | Nominiert |